# خوریسدیکسین د لارا
خوریسدیکسین د لارا (به اسپانیایی: Jurisdicción de Lara) یک شهرستان در اسپانیا است.